# سايتاما برونكوس
سايتاما برونكوس هو فريق كرة سلة ياباني تأسس في 1982 يقع في سايتاما. يلعب في دوري بي جاي.